# Grunta
Grunta (en allemand : Grund) est une commune du district de Kolín, dans la région de Bohême-Centrale, en République tchèque. Sa population s'élevait à 85 habitants en 2020.

## Géographie
Grunta se trouve à 3 km au nord-nord-ouest de Kutná Hora, à 7 km au sud-est de Kolín et à 61 km à l'est-sud-est de Prague.
La commune est limitée par Libenice au nord, par Kutná Hora à l'est, au sud et au sud-ouest, et par Miskovice à l'ouest.

## Histoire
La première mention écrite de la localité date de 1305.

## Transports
Par la route, Grunta se trouve à 5 km du centre de Kutná Hora, à 8,5 km de Kolín et à 77 km de Prague.